# Elección papal de 1073
La elección papal de 1073 se dio tras la muerte de Alejandro II. El 21 de abril de 1073, mientras tenía lugar el funeral del pontífice en la Basílica de San Juan de Letrán, el clero y el pueblo romano proclamaron "Sea Papa Ildebrando", "El Beato Pedro ha elegido el archidiácono Ildebrando ". Más tarde, el mismo día, Ildebrando fue llevado a San Pietro en Vincoli y fue elegido Papa por los cardenales allí reunidos.

## Polémica
Esta elección suscito polémica debido a que se cuestionaba si su elección fue fruto del fervor extraordinario hacia Ildebrando de forma espontánea o por algún compromiso Las circunstáncias de este tipo de elecciones no han sido muy comunes y se considera que no respetan las normas previstas en la bula del 1059. Aun así, se consideró válido el grito unánime del pueblo romano que instó la elección de Gregorio VII.
En el decreto de su elección, tras ser elegido como obispo de Roma el 22 de abril de 1073, Gregorio VII se proclama como "un hombre pío, potente en el conocimiento humano y divino, amante de la igualdad y la justicia, un hombre de buena conducta, sin represión, modesto, sobrio, casto, un hombre cuya infancia está consumada en el amor a la Madre Iglesia, cuyo apice de lasu suya vida ha sido la elevación a Archidiácono".

## Cardenales electores
Mediante la bula de Nicolás II "In nomine Domini" del 1059, se reformó el procedimiento de elección permitiendo solo a los cardenales obispos el derecho a elegir al nuevo Papa, con el consenso del clero menor. 
En abril del 1073 eran seis los cardenales electores, pero solo dos de ellos estuvieron presentes en la muerte del anterior Papa:
- Giovanni (nombrado en 1057) - Cardenal obispo de Porto
- Ubaldo (nombrado en1063) - Cardenal obispo de Sabina

## Cardenales ausentes
Dos cardenales no estuvieron presentes en la elección: el primero a causa de una legación extranjera, y el segundo porque era un abad benedictino y no era residente en Roma:
- Gerald de Regensburg (nombrado en 1072) - Cardenal obispo de Ostia
- Pietro Igneo (nombrado en 1072) - Cardinal obispo de Albano, abad de San Salvador de Fucecchio

## Elección
Los primeros intentos de Gregorio en política exterior se dirigieron a la reconciliación con los normandos de Roberto Guiscardo, pero finalmente las dos partes no se encontraron. Después de una fallida llamada a la cruzada a los príncipes del norte de Europa, Gregorio obtuvo el apoyo de otros príncipes normandos, como Landulfo VI de Benevento y Ricardo I de Capua, y pudo excomulgar a Roberto en 1074.